# Afraid to Shoot Strangers
"Afraid to Shoot Strangers" é uma faixa do álbum Fear of the Dark, da banda britânica Iron Maiden. A canção é a segunda mais longa do álbum, ficando atrás apenas da faixa-título.
A canção tem quase 7 minutos, chega suave, com uma bela melodia de guitarras e a sempre firme sustentação do baixo.   "Afraid to Shoot Strangers",  segundo Bruce Dickinson, fala sobre a Guerra do Golfo, sobre guerras que são iniciadas por políticos e finalizadas por pessoas comuns, que na verdade não querem matar ninguém. A letra trata de como funciona a cabeça do soldado ao se preparar para uma batalha, suas dúvidas, seus medos,  principalmente o de atirar em estranhos. 
"Afraid to Shoot Strangers" tornou-se frequente nos setlists da era Blaze Bayley com o Iron Maiden, e depois só retornou em 2012 na turnê Maiden England World Tour. 
O primeiro solo de guitarra é desempenhado por Janick Gers,  e o segundo por Dave Murray.

## Créditos
- Bruce Dickinson – voz
- Dave Murray – guitarra
- Janick Gers – guitarra
- Steve Harris – baixo
- Nicko McBrain – bateria